# Последовательное и параллельное соединение

Последовательное соединение проводников.

Параллельное соединение проводников.

Последовательное и параллельное соединения в электротехнике — два основных способа соединения элементов электрической цепи. При последовательном соединении все элементы связаны друг с другом так, что включающий их участок цепи не имеет ни одного узла. При параллельном соединении все входящие в цепь элементы объединены двумя узлами и не имеют связей с другими узлами, если это не противоречит условию.
При последовательном соединении проводников сила тока во всех проводниках одинакова. При этом общее напряжение в цепи равно сумме напряжений на концах каждого из проводников.
При параллельном соединении падение напряжения между двумя узлами, объединяющими элементы цепи, одинаково для всех элементов. При этом величина, обратная общему сопротивлению цепи, равна сумме величин, обратных сопротивлениям параллельно включённых проводников.

## Последовательное соединение
При последовательном соединении проводников сила тока в любых частях цепи одна и та же: {\displaystyle I\mathrm {=} I_{1}=I_{2}=\cdots =I_{n}} (так как сила тока определяется количеством электронов, проходящих через поперечное сечение проводника, и если в цепи нет узлов, то все электроны в ней будут течь по одному проводнику).
Полное напряжение в цепи при последовательном соединении, или напряжение на полюсах источника питания, равно сумме напряжений на отдельных участках цепи: {\displaystyle U\mathrm {=} U_{1}+U_{2}+\cdots +U_{n}}.

### Резисторы
{\displaystyle R=R_{1}+R_{2}+\cdots +R_{n}}

### Катушка индуктивности
{\displaystyle L=L_{1}+L_{2}+\cdots +L_{n}}

### Электрический конденсатор
{\displaystyle {\frac {1}{C}}={\frac {1}{C_{1}}}+{\frac {1}{C_{2}}}+\cdots +{\frac {1}{C_{n}}}}.

### Мемристоры
{\displaystyle M=M_{1}+M_{2}+\cdots +M_{n}}

### Выключатели
Цепь замкнута, когда замкнуты все выключатели. Цепь разомкнута, когда разомкнут хотя бы один выключатель. (См.также Логическая операция И).

## Параллельное соединение
Сила тока в неразветвлённой части цепи равна сумме сил тока в отдельных параллельно соединённых проводниках: {\displaystyle I\mathrm {=} I_{1}+I_{2}+\cdots +I_{n}}
Напряжение на участках цепи АВ и на концах всех параллельно соединённых проводников одно и то же: {\displaystyle U\mathrm {=} U_{1}=U_{2}=\cdots =U_{n}}

### Резисторы
При параллельном соединении резисторов складываются величины, обратно пропорциональные сопротивлению (то есть общая проводимость {\displaystyle {\frac {1}{R}}} складывается из проводимостей каждого резистора {\displaystyle {\frac {1}{R_{i}}}})

Если цепь можно разбить на вложенные подблоки, последовательно или параллельно включённые между собой, то сначала считают сопротивление каждого подблока, потом заменяют каждый подблок его эквивалентным сопротивлением, таким образом находится общее (искомое) сопротивление.
Так как заряд при разветвлении тока сохраняется (см. правила Кирхгофа), то: {\displaystyle I=I_{1}+I_{2}+I_{3}+\ldots }
Из закона Ома ток {\displaystyle I_{i}} через каждый резистор равен: {\displaystyle I_{i}={\frac {U_{i}}{R_{i}}}}, но разность потенциалов на всех резисторах будет одинакова, поэтому перепишем уравнение суммы токов: {\displaystyle {\frac {U}{R}}={\frac {U}{R_{1}}}+{\frac {U}{R_{2}}}+{\frac {U}{R_{3}}}+\ldots }
Делим всё на {\displaystyle U} и получаем общую проводимость {\displaystyle {\frac {1}{R}}={\frac {1}{R_{1}}}+{\frac {1}{R_{2}}}+{\frac {1}{R_{3}}}+\ldots }, и общее сопротивление {\displaystyle R={\frac {1}{{\frac {1}{R_{1}}}+{\frac {1}{R_{2}}}+{\frac {1}{R_{3}}}+\ldots }}}
Для двух параллельно соединённых резисторов их общее сопротивление равно: {\displaystyle R={\frac {R_{1}R_{2}}{R_{1}+R_{2}}}}.
Если {\displaystyle R_{1}=R_{2}=R_{3}=...=R_{n}}, то общее сопротивление равно: {\displaystyle R={\frac {R_{1}}{n}}}.
При параллельном соединении резисторов их общее сопротивление будет меньше наименьшего из сопротивлений.

### Катушка индуктивности
{\displaystyle {\frac {1}{L_{\mathrm {total} }}}={\frac {1}{L_{1}}}+{\frac {1}{L_{2}}}+\cdots +{\frac {1}{L_{n}}}}

### Электрический конденсатор
{\displaystyle C_{\mathrm {total} }=C_{1}+C_{2}+\cdots +C_{n}}.

### Мемристоры
{\displaystyle M_{total}=M_{1}\|M_{2}\|\cdots \|M_{n}=\left(M_{1}^{-1}+M_{2}^{-1}+\cdots +M_{n}^{-1}\right)^{-1}}

### Выключатели
Цепь замкнута, когда замкнут хотя бы один из выключателей. (См.также Логическая операция ИЛИ).

## Примеры использования
- Батареи гальванических элементов или аккумуляторов, в которых отдельные химические источники тока соединены последовательно (для увеличения напряжения) или параллельно (для увеличения тока).
- Регулировка мощности электрического устройства, состоящего из нескольких одинаковых потребителей электроэнергии, путём их переключения с параллельного на последовательное соединение. Таким способом регулируется мощность конфорки электрической плиты, состоящей из нескольких спиралей; мощность (скорость движения) электровоза, имеющего несколько тяговых двигателей.
- Делитель напряжения
- Балласт
- Шунт